# Вязниково (Крым)
Вя́зниково (до 1948 года Шейх-Аса́н; укр. В'язникове, крымскотат. Şeyh Asan, Шейх Асан) — село, расположенное на территории Ленинского района (Автономной) Республики Крым в составе Марьевского сельского поселения (Марьевского сельсовета).

## Население
| 2001 | 2014 |
| ---- | ---- |
| 65   | ↘49  |

Всеукраинская перепись 2001 года показала следующее распределение по носителям языка
| Язык             | Процент |
| ---------------- | ------- |
| русский          | 63.08   |
| крымскотатарский | 27.69   |
| украинский       | 6.15    |

### Динамика численности
| - 1805 год — 124 чел. - 1864 год — 51 чел. - 1889 год — 47 чел. - 1892 год — 28 чел. - 1902 год — 33 чел. - 1915 год — 0 чел. | - 1926 год — 157 чел. - 1989 год — 82 чел. - 2001 год — 65 чел. - 2009 год — 51 чел. - 2014 год — 49 чел. |

## Современное состояние
На 2017 год в Вязниково числится 1 улица — Тихая; на 2009 год, по данным сельсовета, село занимало площадь 22,6 гектара на которой, в 17 дворах, проживал 51 человек.

## География
Вязниково расположено на юго-востоке района и Керченского полуострова, у одного из истоков Джилкеджелинской балки (левый приток балки Шаклар), высота центра села над уровнем моря 54 м. Районный центр Ленино примерно в 59 километрах (по шоссе) от районного центра Ленино, ближайшая железнодорожная станция — Керчь — около 39 километров. Соседнее село Марьевка в 300 м восточнее. Транспортное сообщение осуществляется по региональной автодороге 35Н-321 от шоссе граница с Украиной — Джанкой — Феодосия — Керчь до Заветного (по украинской классификации — С-0-10814).

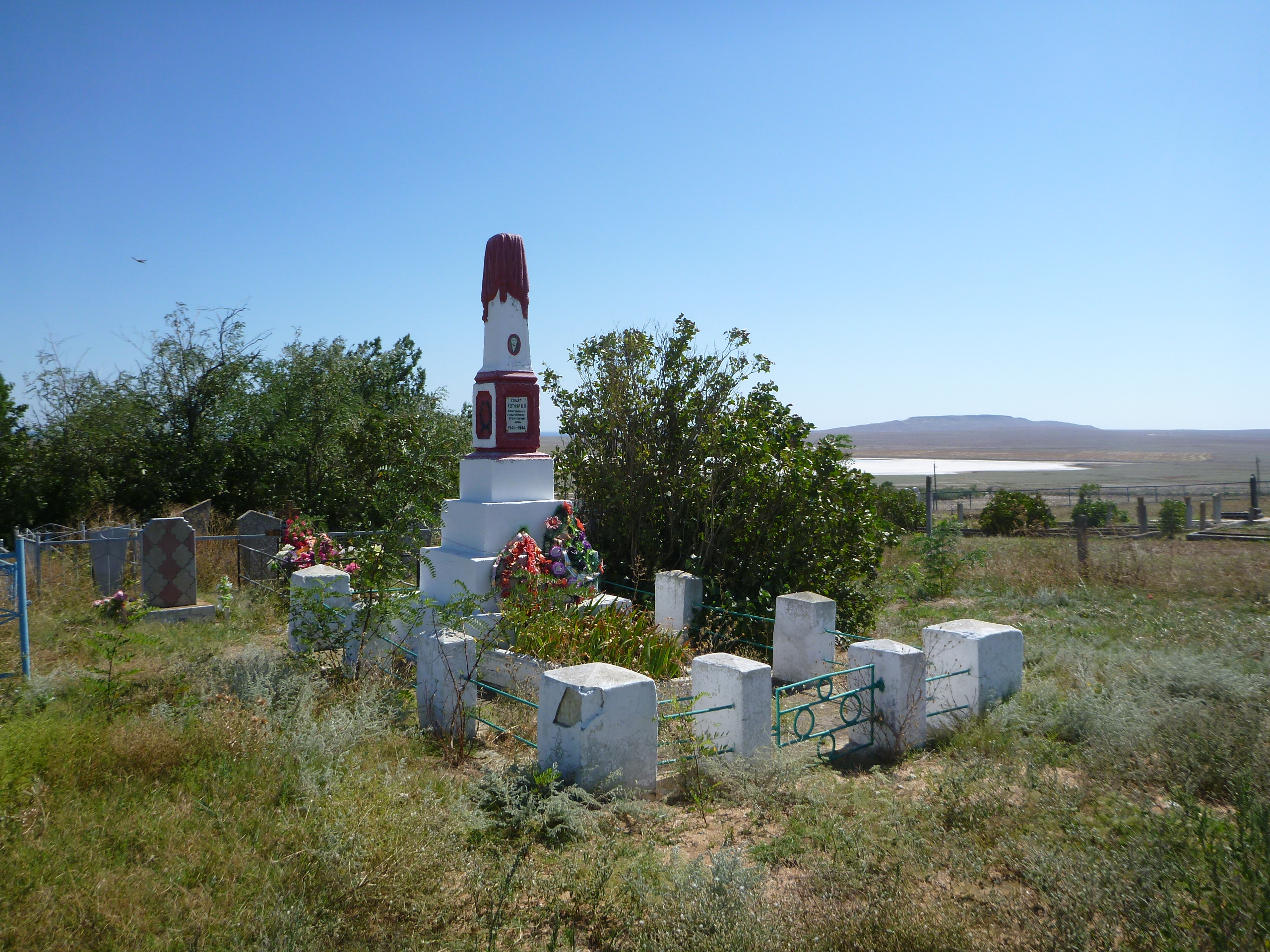
Братская могила советских воинов в селе

## История
Первое документальное упоминание села встречается в Камеральном Описании Крыма… 1784 года, судя по которому, в последний период Крымского ханства Шейгажан входил в Дин Керченский кадылык Кефинского каймаканства. После присоединения Крыма к России (8) 19 апреля 1783 года, (8) 19 февраля 1784 года, именным указом Екатерины II сенату, на территории бывшего Крымского Ханства была образована Таврическая область и деревня была приписана к Левкопольскому, а после ликвидации в 1787 году Левкопольского — к Феодосийскому уезду Таврической области. Перед Русско-турецкой войной 1787—1791 годов производилось выселение крымских татар из прибрежных селений во внутренние районы полуострова, в ходе которого в Шеих-Асан было переселено 94 человек. В конце войны, 14 августа 1791 года всем было разрешено вернуться на место прежнего жительства. После Павловских реформ, с 1796 по 1802 год, входила в Акмечетский уезд Новороссийской губернии. По новому административному делению, после создания 8 (20) октября 1802 года Таврической губернии, Шейх-Асан был включён в состав Акмозской волости Феодосийского уезда.
По Ведомости о числе селений, названиях оных, в них дворов… состоящих в Феодосийском уезде от 14 октября 1805 года, в деревне Шеих-Асан числилось 11 дворов и 124 жителя. На военно-топографической карте генерал-майора Мухина 1817 года деревня Шигасан обозначена с 20 дворами. После реформы волостного деления 1829 года Шеих Асан, согласно «Ведомости о казённых волостях Таврической губернии 1829 года», отнесли к Чурубашской волости (переименованной из Аккозской). Видимо, вследствие эмиграции крымских татар в Турцию, деревня опустела и на картах 1836 и 1842 года обозначены развалины деревни Шеих-Асан.
В 1860-х годах, после земской реформы Александра II, деревню приписали к Сарайминской волости. Согласно «Памятной книжке Таврической губернии за 1867 год», деревня Шеих Гасан была покинута жителями в 1860—1864 годах, в результате эмиграции крымских татар, особенно массовой после Крымской войны 1853—1856 годов, в Турцию и заселена русскими и, согласно «Списку населённых мест Таврической губернии по сведениям 1864 года», составленному по результатам VIII ревизии 1864 года, Шигасан — владельческая русская деревня, с 10 дворами и 51 жителем при колодцах, но на трехверстовой карте Шуберта 1865—1876 года она ещё не обозначена. По обследованиям профессора А. Н. Козловского начала 1860-х годов, в селении колодцы были глубиной от 2 до 5 саженей (от 4 до 10 м), все с солёной водой. Также имелисьнепересыхющие ауты (Аут — небольшой пруд в степном Крыму, наполнявшийся дождевой и талой водой). По «Памятной книге Таврической губернии 1889 года», по результатам Х ревизии 1887 года, в деревнях Шеих-Асан числилось 8 дворов и 47 жителей. По «…Памятной книжке Таврической губернии на 1892 год» в безземельной деревне Шеих-Гасан, не входившей ни в одно сельское общество, числилось 28 жителей, домохозяйств не имеющих. На верстовой карте Крыма 1896 года на месте селения обозначен господский двор Шаашан. По «…Памятной книжке Таврической губернии на 1902 год» в деревне Шеих-Асан, входившей в Сарайминское сельское общество, числилось 33 жителя, домохозяйств не имеющих. По Статистическому справочнику Таврической губернии. Ч.II-я. Статистический очерк, выпуск пятый Феодосийский уезд, 1915 год, в Сарайминской волости Феодосийского уезда числились имение Шеих-Асан (Франческо К. А.) в 1 двор и одноимённая экономия (Франческо П. А. и И. А.) с 2 дворами, обе без населения.
После установления в Крыму Советской власти, по постановлению Крымревкома, 25 декабря 1920 года из Феодосийского уезда был выделен Керченский (степной) уезд, а, постановлением ревкома № 206 «Об изменении административных границ» от 8 января 1921 года была упразднена волостная система и в составе Керченского уезда был создан Керченский район в который вошло село (в 1922 году уезды получили название округов. 11 октября 1923 года, согласно постановлению ВЦИК, в административное деление Крымской АССР были внесены изменения, в результате которых округа были отменены и основной административной единицей стал Керченский район в который вошло село, в который включили село. Согласно Списку населённых пунктов Крымской АССР по Всесоюзной переписи 17 декабря 1926 года, в селе Шейх-Асан, Марьевского сельсовета Керченского района, числилось 29 дворов, все крестьянские, население составляло 157 человек (81 мужчина и 76 женщин). В национальном отношении учтено: 98 украинцев, 50 белорусса, 5 русских, 1 грек, 1 армянин, 1 болгарин, 1 записан в графе «прочие», действовала русская школа. Постановлением ВЦИК «О реорганизации сети районов Крымской АССР» от 30 октября 1930 года (по другим сведениям 15 сентября 1931 года) Керченский район упразднили и село включили в состав Ленинского, а, с образованием в 1935 году Маяк-Салынского района (переименованного 14 декабря 1944 года в Приморский) — в состав нового района. На подробной карте РККА Керченского полуострова 1941 года в селе Шейхасан обозначено 46 дворов.
Во время Великой Отечественной войны, в 1944 году, при освобождении Крыма, в районе села в боях погибли воины Приморской армии, на их братской могиле на сельском кладбище установлен памятник, постановлением Совета министров Республики Крым № 627 от 20 декабря 2016 года отнесённый к категории объектов культурного наследия России. В годы войны 14 жителей Шейх-Асана пали в боях с захватчиками — об этом извещает надпись на памятном знаке в честь погибших воинов-односельчан, установленном в центре сельского поселения Марьевке.
После освобождения Крыма от фашистов, 12 августа 1944 года было принято постановление № ГОКО-6372с «О переселении колхозников в районы Крыма» и в сентябре того же года в район приехали первые новоселы 204 семьи из Тамбовской области, а в начале 1950-х годов последовала вторая волна переселенцев из различных областей Украины. С 25 июня 1946 года Шейхасан в составе Крымской области РСФСР. Указом Президиума Верховного Совета РСФСР от 18 мая 1948 года, Шейх-Асан переименовали в Вязниково. Село получило название в память о партизане М. Г. Вязникове, погибшем в 1942 году. 26 апреля 1954 года Крымская область была передана из состава РСФСР в состав УССР. Указом Президиума Верховного Совета УССР «Об укрупнении сельских районов Крымской области», от 30 декабря 1962 года Приморский район был упразднён и вновь село присоединили к Ленинскому. На 15 июня 1960 года Вязниково ещё в составе Марьевкского сельсовета, на 1968 год уже входила в Заветненский, к 1974 году Марьевский сельский совет был восстановлен в который перешло село. По данным переписи 1989 года в селе проживало 82 человека. С 12 февраля 1991 года село в восстановленной Крымской АССР, 26 февраля 1992 года переименованной в Автономную Республику Крым. С 21 марта 2014 года в составе Крыма аннексировано Россией.